# Chrysobothris basalis
Chrysobothris basalis es una especie de escarabajo del género Chrysobothris, familia Buprestidae. Fue descrita científicamente por LeConte en 1858.
Mide 18 mm. Es activo de marzo a octubre y posiblemente todo el año. Se encuentra en América Central y sudoeste de América del Norte. Se alimenta de Acacia farnesiana (sin. Vachellia farnesiana).